# Louis Durand
Jean-Nicolas-Louis Durand (París, 18 de setembre de 1760 – Thiais, 31 de desembre de 1834) va ser un autor, professor i arquitecte francès.
Va ser un professor influent que advocava per la funcionalitat i l'economia. Va treballar a l'oficina d'Étienne-Louis Boullée durant algun temps i va publicar dos llibres:
- 1799-1801: "Receuil et parallele des édifices en tout genre, anciens et modernes" Aquest primer llibre conté exemples arquitectònics antics i moderns, tots els plànols estan a la mateixa escala.
- 1802-1805 : "Precis des leçons d'architecture données à l'ecole polythechnique" En el primer volum s'exposa un complet mètode per a projectar i un altre mètode per a analitzar un edifici. Per a analitzar un projecte hom ha d'anar del detall al complet. Per a compondre un projecte, hom ha d'anar del complet als detalls. En el segon volum analitza els diferents edificis que componen una ciutat.